# Valle de las Navas
Valle de las Navas è un comune spagnolo di 522 abitanti situato nella comunità autonoma di Castiglia e León.

## Località
Il comune comprende i seguenti centri abitati:
- Rioseras (capoluogo)
- Tobes y Rahedo
- Melgosa
- Robredo-Temiño
- Temiño
- Riocerezo
- Celada de la Torre